# 豊姫 (徳川家宣長女)
豊姫（とよひめ、延宝9年8月26日（1681年10月7日） - 天和元年10月21日（1681年11月30日））は、江戸幕府の第6代将軍・徳川家宣の長女。生母は家宣の正室・近衛熙子（天英院、近衛基煕の娘）。

## 生涯
延宝9年（1681年）8月26日に桜田御殿で生まれた 。豊姫の誕生に熙子の母・常子内親王は日記（『无上法院殿御日記』）で、4、5日に渡りその喜びを綴っており「いつにもましてめでたしめでたし」と連発している。 
しかし、わずか2ヵ月後の天和元年（1681年）10月21日に早世した。享年1。二本榎の上行寺に葬られ、後に常泉寺に改葬された。法名は清華院殿妙敬日信大童女 。
徳川将軍家において正室所生の子供は2代将軍・徳川秀忠の娘・和子以降はおらず、豊姫は74年ぶりに生まれた正室所生の子であった。ただし、豊姫が産まれたのは家宣がまだ甲府藩主・徳川綱豊だった時代である。